# 237

## Nașteri
- dată necunoscută: Filip II Junior  (d. 249)

## Decese
- dată necunoscută: Mandragoră  (n. ?)
- dată necunoscută: Castin al Bizanțului episcop de Bizanț din 230 până în 237 (n. ?)